# SS Californian

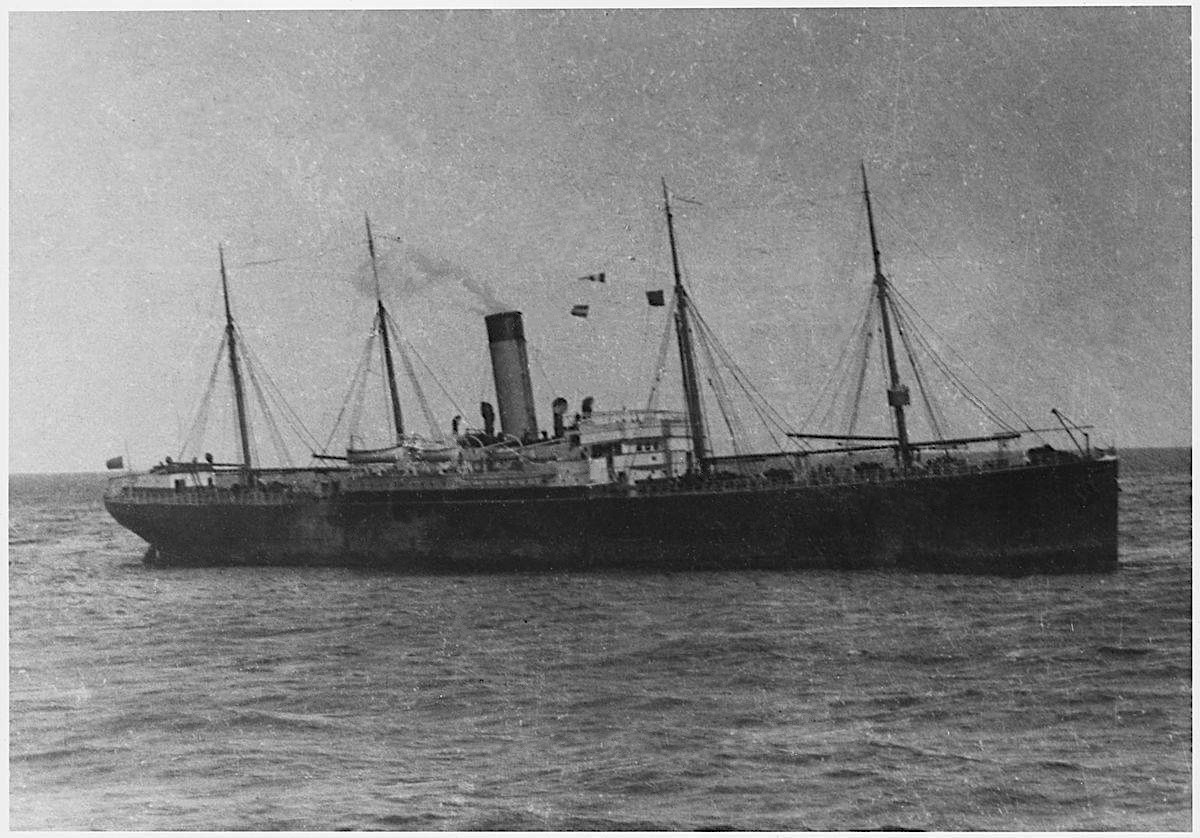
SS Californian în dimineața dinaintea scufundării Titanicului

SS Californian a fost o navă britanică cu aburi deținută de Leyland Line cel mai bine cunoscută pentru controversa privind locul în care se afla în timpul scufundării pachebotului RMS Titanic la 15 aprilie 1912. Nava a fost la rândul ei scufundată la 9 noiembrie 1915 de către un submarin german lângă coasta Greciei. 